# Ilhéu das Lagoínhas
Ilhéu das Lagoínhas ist eine unbewohnte felsige Insel gut 300 Meter nördlich der Azoreninsel Santa Maria.

## Bildergalerie

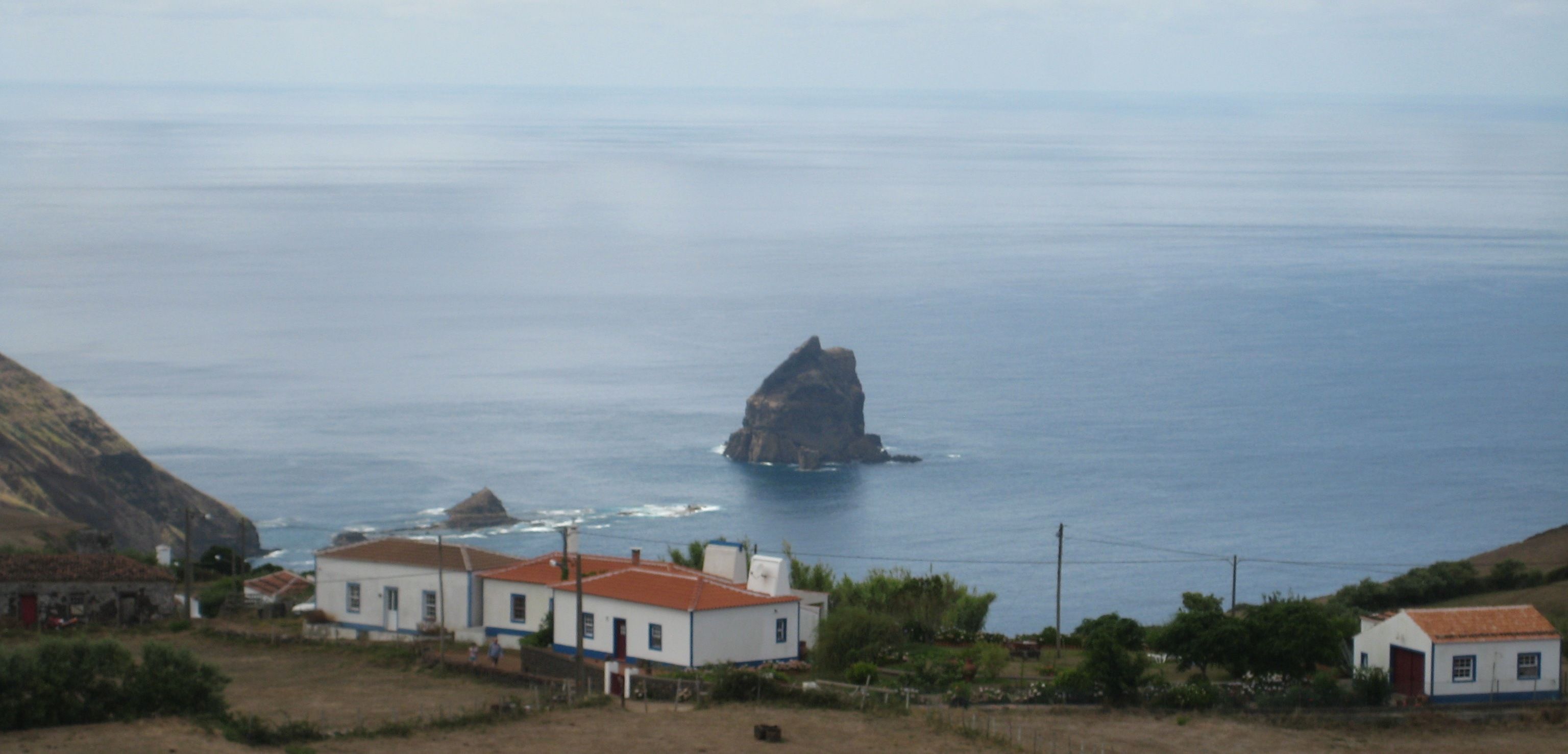
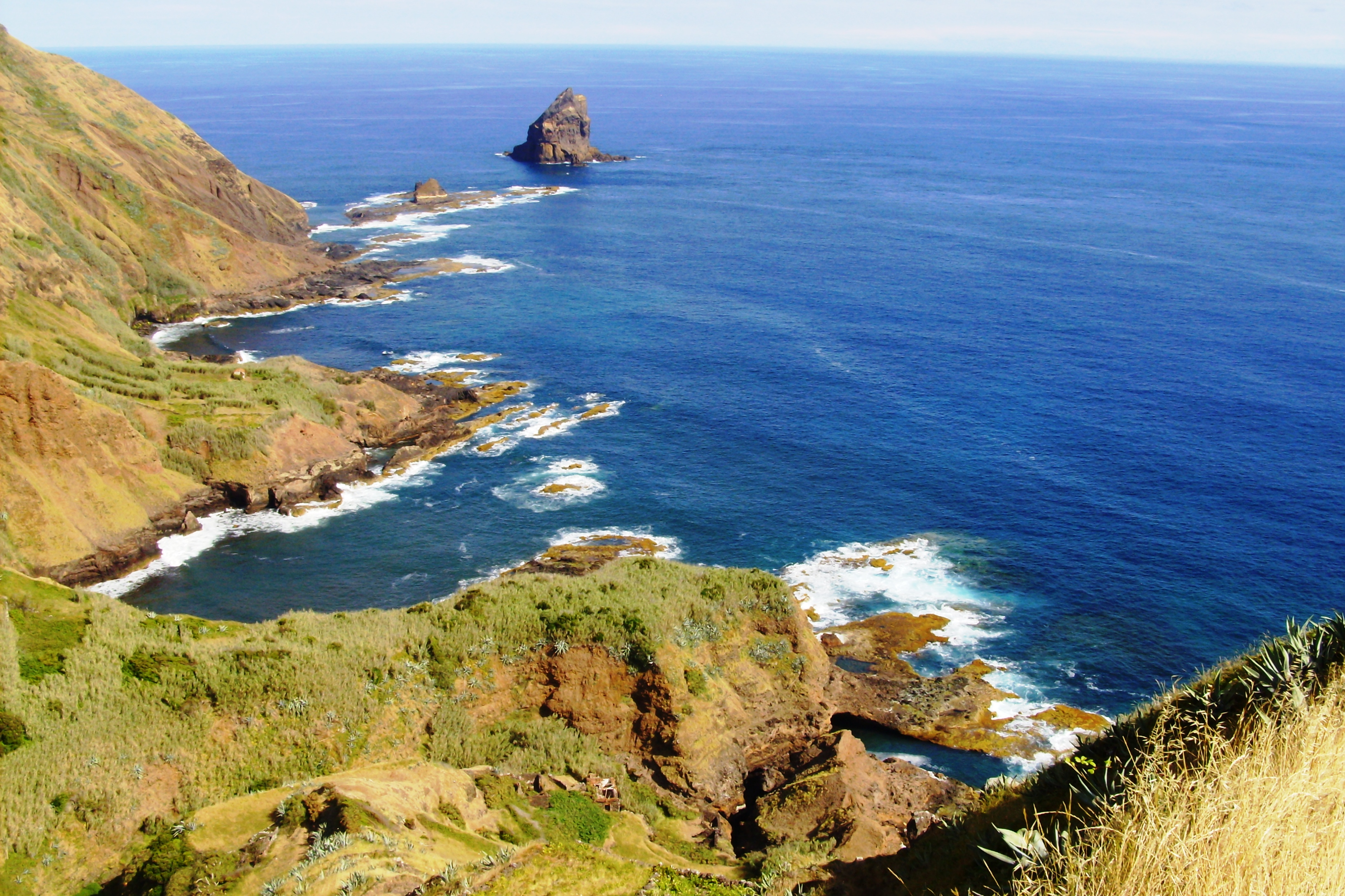
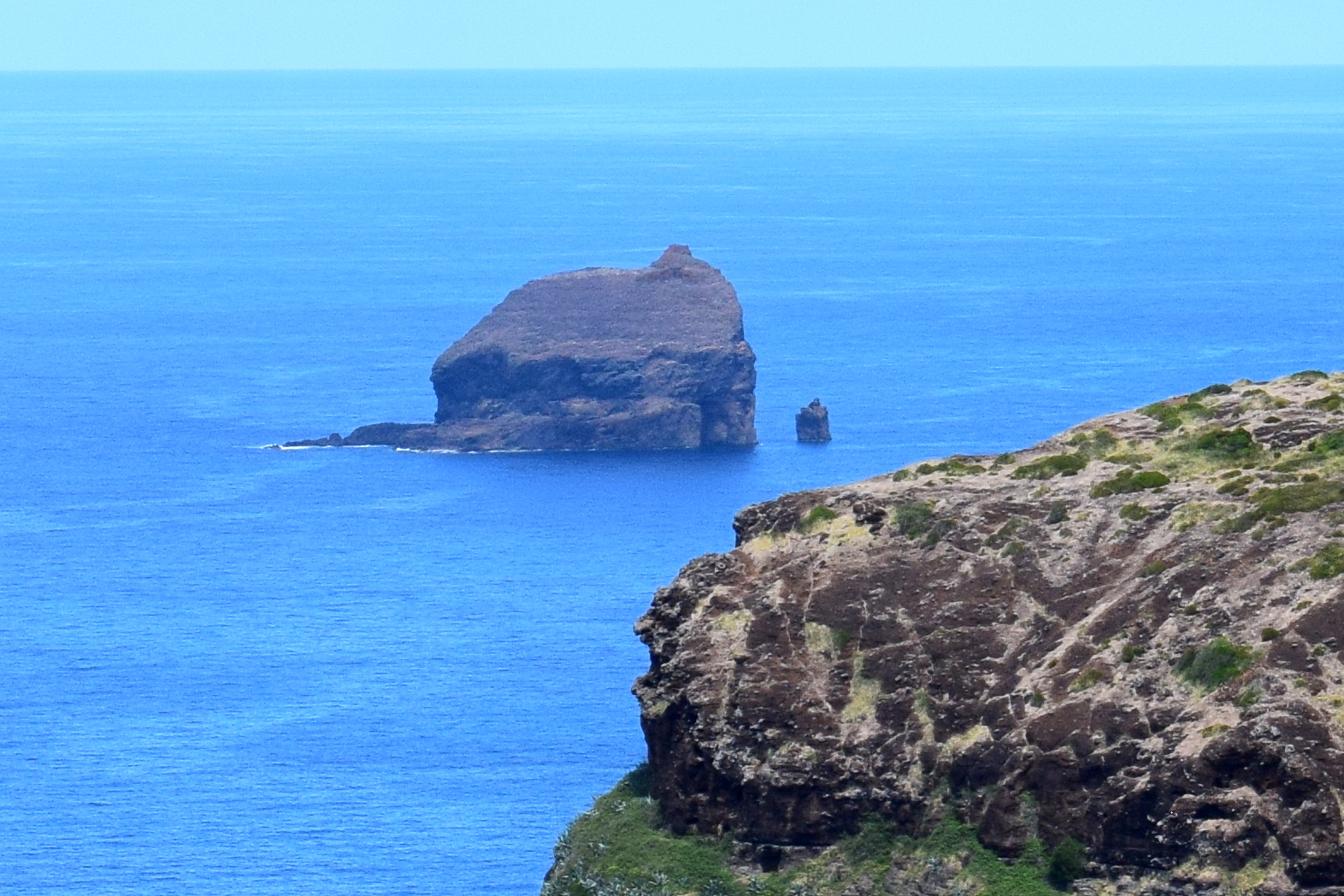

## Geographie
Die 1,5 Hektar große Insel erhebt sich etwa 450 Meter vor der Nordspitze von Santa Maria steil aus dem Meer und erreicht eine Höhe von 84 m.

## Fauna
Die Insel und der benachbarte Küstenstreifen von Santa Maria werden von BirdLife International als Important Bird Area PT069 „Ilhéu das Lagoínhas e Costa Adjacente“ ausgewiesen. Das Gebiet hat eine Fläche von 210 ha. Hier brüten der Gelbschnabel-Sturmtaucher, der Kleine Sturmtaucher und die Rosenseeschwalbe.